# Mayas de Mexico
Stade
Champion 2016, 2017
Les Mayas de Mexico sont une équipe mexicaine de football américain basée à Mexico. Ils concourent dans la division Centre de la ligue de football professionnel mexicaine (LFA). Les Mayas sont considérées comme la première dynastie de la brève histoire de la LFA, puisqu'ils ont dominé la Ligue lors de ses deux premières saisons (2016 et 2017) et ont réussi à obtenir le bicampeonato du Tazón México I et II. Leurs matchs à domicile se jouaient à l'Estadio Jesús Martínez "Palillo" de 2016 à 2018 et à partir de 2019, ils se dérouleront au stade Wilfrido Massieu.

## Histoire
Les Mayas sont fondés le 5 novembre 2015 avec les Condors, les Eagles et les Raptors. Ils font donc partie des 4 équipes fondatrices de la Ligue. Les Mayas recrutent l'entraîneur-chef Ernesto Alfaro, processus de recrutement qui serait finalement très productif. Parmi les joueurs exceptionnels embauchés par l'équipe figure le QB Marco Antonio García, le RB Omar Cojolum et le WR Josué Martínez.
Contrairement à ses rivaux de la première saison, les Mayas ont un nom en espagnol. C'est dû un peu au hasard. Ils devaient d'abord s'appeler les Mexicas, le nom qui avait le plus de votes. Mais, découvrant que ce nom était une marque déposée, ils ont du se contenter du second choix des fans, les Mayas. Ils sont les derniers à révéler le nom de leur équipe et pour ça, ils sont considérés comme la quatrième équipe fondatrice de la ligue.

### Saison 2016
Les Mayas domine presque toute la saison et ont ratifié leur statut de favoris dans le Tazón México I. Grace, entre autres, au running back Omar Cojolum, l’équipe préhispanique bat les Raptors 29-13 pour être couronnée championne de la ligue. Cojolum, qui inscrit une paire de touchdowns à la course lors de la finale, est également le premier joueur de l'histoire de la LFA à marquer dans un match de saison régulière.
Pour leur première saison, l’équipe a terminé la saison régulière avec une fiche de 4-2, ce qui les a classées au Mexico I Bowl, où ils ont été couronnés premiers champions en battant les Raptors par 29-13,3 4. WR # 81 Josué Martínez de Mayas a été récompensé en tant que joueur le plus utile (MVP) du match.

### Saison 2017
La Ligue de football américain (LFA) octroie la première licence à l'une des six équipes qui la composent. Les Mayas seront le seul franchisés, et le propriétaire pour les cinq prochaines années sera l’entrepreneur Jesus Omaña, qui s’est engagé à renforcer l’ensemble, qui au niveau sport restera contrôlé par la ligue, avec laquelle il doit même partager les bénéfices.
Pour leur deuxième saison, les Mayas obtiennent un bilan de 6-1 en saison régulière. Avant de jouer les séries éliminatoires, l’équipe est la première de la LFA à être franchisée, mais malgré l’arrivée d’une nouvelle administration, aucun changement n’a lieu dans le personnel d’entraîneurs. Dans le match de championnat de la division centrale, ils battent les Eagles, 40-18. Par la suite, les Mayas sont couronnés doubles champions du circuit en battant les Dinos lors du Tazón México II par 24-18,. Le MVP est le quarterback Marco García, des Mayas.

### Saison 2018
Lors de la draft 2018, les Mayas recrutent 6 nouveaux joueurs: Giraldo Torres, Sebastián Baig, Mario Salas, Christian Gómez, Abraham Medina et Omar Mendoza.
Lors de sa troisième campagne, l’équipe est première au classement du championnat de la division centrale avec un bilan de 5-2 en saison régulière. Cependant, à cette occasion, ils sont tombés face des Mexicas.

### Saison 2019
Cette saison, les matchs à domicile ont lieu au stade Wilfrido Massieu, en plus d'un match à domicile à l'Estadio Azul. Lors de sa quatrième campagne, l'équipe est revenue pour se qualifier pour le championnat de la division centrale après un bilan de 5-3 en saison régulière, occupant la seconde place derrière les Condors. Cependant, dans le championnat de la division centrale, ils se sont inclinés 13-18 au stade ITESM de Santa Fe. Avec cela, les aspirations pour atteindre à nouveau un Tazón México et être de nouveau champions de la LFA ont pris fin.

### Saison 2020
En raison de la perte de son statut de franchise et du départ de son président, Jesus Omaña Moreno, la Liga de fútbol americano profesional décide que le club ne participera pas à la saison 2020, garantissant toutefois un retour pour la saison suivante.

## La draft
| Tour | Sél | Prénom         | Nom             | Université            |
| ---- | --- | -------------- | --------------- | --------------------- |
| 1    | 4   | Gildardo       | Torres Charco   | Pumas CU              |
| 2    | 10  | Sebastian Baig | Necoechea       | Linces UVM            |
| 3    | 16  | Mario Alberto  | Salas           | Borregos Toluca ITESM |
| 4    | 22  | Christian Rene | Gomez Sanchez   | Burros Blancos        |
| 5    | 28  | Isaac Abraham  | Medina Cabrajal | Burros Blancos        |
| 6    | 34  | Omar           | Mendoza Gomez   | Aguilas Blancas       |
| 7    | 40  |                |                 |                       |

## Les joueurs
| N° | Joueur                            | Pos    | Poids | Taille | Âge | Équipe universitaire                              |
| -- | --------------------------------- | ------ | ----- | ------ | --- | ------------------------------------------------- |
| 1  | OMAR ALEJANDRO COJOLUM DELGADO    | RB     | 86    | 1.83   | 26  | LINCES UVM                                        |
| 2  | DAVID ANTONIO ACEVES MORALES      | K\|LB  | 102   | 1.84   | 26  | PUMAS CU                                          |
| 3  | MICHAEL MAURICE MCCRARY           | DB\|WE |       |        |     | EXTRANJERO                                        |
| 5  | MAURICIO MORALES UBERETAGOYENA    | K      | 82    | 1.70   | 30  | PUMAS CU                                          |
| 7  | JOSE ANTONIO VAZQUEZ OJEDA        | WR     | 94    | 1.84   | 27  | CONDORS LFA                                       |
| 8  | RAUL RIOS MARTINEZ                | WR     | 85    | 1.75   | 31  | BURROS BLANCOS IPN                                |
| 9  | GUSTAVO RAMOS ESCANDON            | WR     | 90    | 1.80   | 28  | BURROS BLANCOS IPN                                |
| 10 | JORDI SALDAÑA SALINAS             | DB     | 80    | 1.73   | 26  | ITESM SANTA FE                                    |
| 11 | DIEGO JAIR VIAMONTES COTERA       | WR     | 85    | 1.78   | 26  | LINCES UVM                                        |
| 12 | MARCO ANTONIO GARCIA ROSADO       | QB     | 87    | 1.81   | 27  | AGUILAS BLANCAS                                   |
| 14 | JOSE VICTORIANO GARATACHEA GOMEZ  | DB     | 82    | 1.70   | 30  | PUMAS CU                                          |
| 15 | CESAR ARTURO RAMIREZ GALLARDO     | WR     | 96    | 1.82   | 30  | FRAILES DE LA UNIVERSIDAD DEL TEPEYAC             |
| 19 | JOSE LUIS CANALES RIVERA          | QB     | 80    | 1.78   | 28  | PUMAS CU                                          |
| 20 | CHRISTIAN RENE GOMEZ SANCHEZ      | WR     | 75    | 1.72   | 26  | BURROS BLANCOS IPN                                |
| 21 | SEBASTIAN BAIG NECOECHEA          | DB     | 95    | 1.89   | 25  | LINCES UVM                                        |
| 22 | JOSE ANTONIO RUIZ VALADEZ         | RB     | 83    | 1.72   | 26  | BURROS BLANCOS IPN                                |
| 23 | JONATHAN TINAJERO                 | DB     | 82    | 1.77   | 27  | STERLING COLLEGE / CAL SATE UNIVERSITY NORTHRIDGE |
| 25 | FRANCISCO YAMIL OLVERA ALVAREZ    | DB     | 87    | 1.83   | 29  | PUMAS ACATLAN                                     |
| 26 | JOSE LUIS SALINAS IBARRA          | DB     | 76    | 1.76   | 27  | BURROS BLANCOS IPN                                |
| 27 | JULIO CESAR SANCHEZ MARTINEZ      | DB     | 89    | 1.87   | 26  | PUMAS CU                                          |
| 31 | RICARDO ESPINOZA RAZO             | DB     | 88    | 1.84   | 23  | PUMAS CU                                          |
| 33 | EDGAR JOSUE ARROYO FLORES         | RB     | 84    | 1.68   | 25  | FRAILES DE LA UNIVERSIDAD DEL TEPEYAC             |
| 50 | EDGAR WHITE GONZALEZ              | LB     | 90    | 1.75   | 29  | FRAILES DE LA UNIVERSIDAD DEL TEPEYAC             |
| 51 | FRANCISCO ADRIAN RAMIREZ PUENTES  | LB     | 100   | 1.80   | 28  | BURROS BLANCOS IPN                                |
| 52 | JOSE LENNIN ORTIZ YAÑEZ           | LB     | 107   | 1.77   | 26  | BURROS BLANCOS IPN                                |
| 53 | MARIANO VARGAS RIOS               | OL     | 117   | 1.90   | 32  | ITESM CEM                                         |
| 54 | JONATHAN ISRAEL GARCIA CASAS      | LB     | 97    | 1.8    | 28  | FRAILES DE LA UNIVERSIDAD DEL TEPEYAC             |
| 57 | GILDARDO TORRES CHARCO            | OL     | 115   | 1.85   | 25  | PUMAS CU                                          |
| 58 | JULIO CESAR NAVA PIÑA             | OL     | 109   | 1.83   | 29  | PUMAS CU                                          |
| 63 | MARCO ERIC VALLE JUAREZ           | OL     | 143   | 1.84   | 26  | PUMAS CU                                          |
| 67 | ERICK ALEJANDRO ZAMORA GARZA      | OL     | 117   | 1.85   | 27  | AUTENTICOS TIGRES UANL                            |
| 73 | JONATHAN BERTIN SEGURA CORRAL     | OL     | 125   | 1.95   | 26  | AGUILAS BLANCAS IPN                               |
| 74 | RAMIRO PRUNEDA ZAPATA             | OL     | 135   | 2.02   | 33  | BORREGOS ITESM MTY                                |
| 75 | AGUSTIN MEDINA MORALES            | OL     | 120   | 1.84   | 28  | FRAILES DE LA UNIVERSIDAD DEL TEPEYAC             |
| 81 | JOSUE RAFAEL MARTINEZ GUERRERO    | WR     | 82    | 1.85   | 27  | BURROS BLANCOS IPN                                |
| 84 | CARLOS RAMIREZ MILLAN             | TE     | 124   | 1.9    | 35  | ITESM TOLUCA                                      |
| 90 | URIEL AVALOS AGUILAR              | DL     | 104   | 1.85   | 30  | BURROS BLANCOS IPN                                |
| 92 | DIEGO DE LA CRUZ MAGAÑA TOVAR     | DL     | 115   | 1.89   | 27  | TOROS SALVAJES UACH                               |
| 93 | FABIAN ENRIQUE HUITRON FLORES     | DL     | 110   | 1.90   | 26  | BURROS BLANCOS IPN                                |
| 94 | JUAN FRANCISCO GONZALEZ DELGADO   | DL     | 88    | 1.64   | 28  | FRAILES DE LA UNIVERSIDAD DEL TEPEYAC             |
| 97 | MAURICIO LOPEZ CHAVEZ             | DL     | 150   | 1.90   | 36  | ITESM CEM                                         |
| 98 | OCTAVIO AUGUSTO MARTINEZ ENRIQUEZ | DL     | 118   | 1.82   | 27  | EAGLES LFA                                        |
| 99 | ISAACK ABRAHAM MEDINA CARBAJAL    | DL     | 98    | 1.91   | 25  | BURROS BLANCOS IPN                                |

## Les statistiques
| Saison | Entraîneur         | Saison régulière | Saison régulière | Saison régulière    | Playoffs | Playoffs | Playoffs                                      |
| Saison | Entraîneur         | Bilan            | Pct              | Classement          | Bilan    | Pct      | Résultat                                      |
| 2016   | Ernesto Alfaro     | 4-2              | 0.666            | 1er de la ligue     | 1-0      | 1.000    | Vainqueur du Tazón México I Raptors 29-13     |
| 2017   | Ernesto Alfaro     | 6-1              | 0.857            | 1er Division Centre | 2-0      | 1.000    | Vainqueur du Tazón México II Dinos 24-18      |
| 2018   | Ernesto Alfaro     | 5-2              | 0.571            | 1er Division Centre | 0-1      | 0.000    | Défaite championnat de division Mexicas 17-27 |
| 2019   | Francisco Chaparro | 5-3              | 0.625            | 2e Division Centre  | 0-1      | 0.000    | Défaite championnat de division Condors 18-13 |

## Le calendrier
| Semaine | Date       | Heure  | Adversaire |
| ------- | ---------- | ------ | ---------- |
| 1       | 24 février | 12 h 0 | Condors    |
| 2       | 3 mars     | 15 h 0 | Mexicas    |
| 3       | 10 mars    | 15 h 0 | Artilleros |
| 4       | 17 mars    | 12 h 0 | Dinos      |
| 5       | 24 mars    | 15 h 0 | Raptors    |
| 6       | 31 mars    | 12 h 0 | Condors    |
| 7       | 7 avril    | 15 h 0 | Mexicas    |
| 8       | 14 avril   | 15 h 0 | Artilleros |